# Laonico Calcondila
Laonico Calcondila (in greco Λαόνικος Χαλκοκονδύλης?, Laónikos Chalkokondýlis; Atene, 1423 circa – 1490) è stato uno storico bizantino.
Nacque ad Atene da Giorgio, esponente della nobiltà locale; era cugino di Demetrio Calcondila. Il padre, entrato in contrasto con il Duca di Atene (un Latino di famiglia fiorentina), si trasferì presso la corte di Costantino XI Paleologo nel Peloponneso. Qui Laonico ebbe come insegnante Giorgio Gemisto Pletone. Dopo la cattura di Costantinopoli fuggì, come molti letterati greci in Italia, dove scrisse la sua Historiarum demonstrationes. La data e il luogo della sua morte rimangono tuttavia incerte.
Scrisse i commentari Historiarum demonstrationes, narranti le vicende storiche dell'Impero Bizantino tra il 1298 e il 1453, culminate nell'Assedio di Costantinopoli, continuando poi la trattazione sino al 1463. Nonostante le numerose interpolazioni e lo stile di scrittura eccessivamente sensazionalistico, rimane uno dei più significativi storici medioevali di lingua greca.